# Tondo Doni
Aquesta Sagrada Família, coneguda com a Tondo Doni, és un quadre del pintor renaixentista italià Miquel Àngel. El seu diàmetre arriba als 120 centímetres. Es considera que aquesta obra es va executar entre el 1503 i el 1504. Es conserva a la Galeria dels Uffizi de Florència (Itàlia), amb el seu marc original, dissenyat pel mateix Miguel Àngel.
Miquel Àngel va emprar dos mitjans per a aquesta obra, pintura al tremp i pintura a l'oli. A l'aplicar l'oli en capes successives des del color més intens fins al més lleuger, de la manera que li va ser ensenyada quan era un aprenent, Miquel Àngel va crear un efecte colorista força diferent del dels pintors flamencs de l'època. L'escola flamenca usava la tècnica a l'oli oposada, d'il·luminar des dels highlights fins als tons més obscurs del pigment. L'efecte colorista de Miquel Àngel s'anomena cangianti i és típic del seu estil pictòric.
Va ser un encàrrec d'Agnolo Doni, un ric teixidor, per commemorar el seu matrimoni amb Magdalena Strozzi, la filla d'una famosa família de banquers. Té forma de tondo, és a dir, rodona, el que s'associava al Renaixement amb el matrimoni.
A primer pla està la Verge amb el Nen i darrere, sant Josep, de grandioses proporcions i dinàmicament articulat. Maria i Josep presenten al Nen a l'espectador. Aquesta composició de presentació podria estar referint-se al nom del comitent de la peça, Doni, en italià "regals", i ajuda a fonamentar la tesi que fos ell qui el va encarregar.
Darrere aquestes figures principals, separats per una balustrada, es distingeix sant Joan i un grup de ignudi(nus). El significat d'aquest afegitó de figures nues masculines és objecte de debat, perquè no n'hi ha cap relació òbvia ni precedents bíblics que la relacionin amb l'escena que transcorre al primer pla. Malgrat tot, la inclusió d'aquestes figures nues no és de mode cap inusual a l'obra de Miquel Àngel, com pot veure's en altres obres seves, incloent la famosa volta de la Capella Sixtina. Es creu que poden ser àngels àpters, és a dir, sense ales.

## Interpretació simbòlica
Aquesta pintura pot veure's com la successió de les diverses èpoques a la història de l'home: els ignudi representarien la civilització pagana anterior a la instauració de la llei divina (ante legem); sant Joan i sant Josep l'era mosaica i la Verge amb el Nen l'era de la redempció, mitjançant l'encarnació de Jesús. També s'ha apuntat la possibilitat que siguin 
Maria i Josep els qui personifiquessin a la humanitat de l'època hebraica (sub lege), mentre que el Nen Jesús, sol, simbolitzaria la Humanitat protegida per la Gràcia divina (sub gratia); sant Joan nen seria l'element de transició i unió entre les tres edats.
Aquesta interpretació és sostinguda també als caps esculpits sobre la cornisa original: dues sibil·les (representant l'edat pagana), dos profetes (representant l'edat mosaica) i el cap de Crist (representant l'era de la redempció), amb frisos intermedis d'animals, màscares de sàtirs i l'emblema dels Strozzi.
La Verge té un llibre recolzat als genolls, i com a personificació de l'Església simbolitza l'activitat teològica i divulgativa dels continguts doctrinals, i és l'hereva privilegiada per difondre la paraula de Déu a la humanitat. També la volumetria en la representació de la Vergeestà molt estudiada i accentuada, per la passió per l'estudi de la figura humana que Miquel Àngel cultivava, però també pel vigor físic s'identifica amb la força moral.

## Consideracions estilístiques
Encara que Miquel Àngel no es considerava a si mateix un pintor (i sovint sembla que es queixava d'aquest mitjà) el Tondo Doni és una obra bellament executada. El punt de vista, que Miquel Àngel escull per a representar els nus és frontal, a diferència del que adopta per al grup central, que està vist des de baix. Aquesta forma de representació està lligada a la voluntat, per part de l'autor, de conferir monumentalidad a la Sagrada Família, però també per a diferenciar les zones figuratives contraposades per significat.
Els braços i els caps creen formes i triangles imaginaris que criden l'atenció sobre el grup. Hi ha altres relacions figuratives entre el grup i els nus: la més evident és la repetició especular d'esquena i braços.
El petit mur representat entre els dos grups té múltiples funcions: tanca l'efecte perceptiu de rotació creat per la postura dels personatges principals, separa a la Sagrada Família dels nus, explicita la diferència entre les perspectives i els significats.
L'articulació de l'espai i dels volums, la tensió i el moviment són forts elements anticlàsics. Les figures monumentals semblen estar esculpides amb pintura en lloc de marbre, el seu mitjà preferit, i d'aquesta manera sembla que tenen un autèntic pes. Els teixits estan finament modelats amb colors brillants.